# Branch McCracken
Emmett B. "Branch" McCracken (Monrovia, Indiana, 9 de junio de 1908 - 4 de junio de 1970) fue un jugador y entrenador de baloncesto estadounidense que tuvo una destacada carrera como universitario, que le valió para ser incluido tanto en el Basketball Hall of Fame como en el National Collegiate Basketball Hall of Fame. Con 1,93 metros de estatura, jugaba en cualquiera de las posiciones del campo. Como entrenador ganó dos torneos de la NCAA, en 1940 y 1953.

## Trayectoria deportiva

### Universidad
Jugó tres temporadas con los Hoosiers de la Universidad de Indiana, liderando al equipo en las tres en anotación. Fue elegido MVP de la Big Ten Conference en 1928 y elegido All-American en 1930. Logró el récord de anotación de su conferencia en su temporada senior, con 147 puntos, promediando 12,3 puntos por partido.

### Profesional
Tras acabar la universidad, jugó en diferentes equipos semiprofesionales de exhibición, coincidiendo con John Wooden en los Indianapolis Kautskys.

### Entrenador
Comenzó su carrera de entrenador en la Universidad Estatal Ball, donde entre 1930 y 1938 consiguió 86 victorias y 57 derrotas. En 1938 sustituyó al histórico Everett Dean en el banquillo de la Universidad de Indiana.
En su segunda temporada en el equipo, y tras lograr en la fase regular 20 victoriae y 3 derrotas, se proclamó por primera vez Campeón de la NCAA, derrotando en la final a la Universidad de Kansas. El título situó en loa libros de historia a McCracken como el más joven entrenador en ganar como entrenador un campeonato universitario.
Los Hoosiers de la temporada 1952-53, liderados por Bobby Leonard, Dick Farley y el tres veces All-American Don Schlundt ganaron el título de conferencia, y poco después se proclamarían nuevamente campeones de la NCAA tras derrotar a Kansas por un punto, con un tiro libre decisivo de Leonard.
Dirigió al equipo hasta 1964, un total de 24 temporadas, interrumpidas por el servicio militar entre 1943 y 1946, sirviendo como teniente de la Armada de los Estados Unidos en la Segunda Guerra Mundial. En total consiguió 364 victorias y 174 derrotas, y un total de 450-231 sumando los partidos con Ball State.